# Phoca largha
Espèce
Synonymes
- Phoca chorisii Lesson, 1828[2]
- Phoca macrodens J. A. Allen, 1902[2]
- Phoca nummularis Temminck, 1844[2]
- Phoca ochotensis J. A. Allen, 1902[2]
- Phoca pallasii Naumov & Smirnov, 1936[2]
- Phoca petersi Mohr, 1941[2]
- Phoca pribilofensis Allen, 1902[2]
- Phoca tigrina Lesson, 1827[2]

Statut de conservation UICN

 LC  : Préoccupation mineure
Le phoque tacheté ou Phoca largha est une espèce de mammifères de la famille des phoques. 
Il vit sur la banquise et les eaux du nord de l'océan Pacifique et des mers adjacentes. On le trouve en premier lieu le long de la côte continental de la mer de Beaufort, la Mer des Tchouktches, la mer de Bering, la mer d'Okhotsk et le sud et le nord de la mer Jaune, et il migre vers le sud jusqu'au nord de Huanghai et l'ouest de la mer du Japon. On le trouve également en Alaska du sud de la baie de Bristol à Demarcation Point durant la saison chaude et l'automne quand les mâles se reproduisent et ont des petits. On le confond parfois avec le Phoque commun auquel il est fortement apparenté.